# Kenji Fukuda
Kenji Fukuda (jap. 福田健二 Fukuda Kenji; ur. 21 października 1977 w Niihama, w prefekturze Ehime) - japoński piłkarz, grający od 2008 r. w AO Ionikos na pozycji skrzydłowego.
Fukuda jest wychowankiem Nagoya Grampus Eight, w barwach której zadebiutował w J-League. W 2001 r. przeszedł do FC Tokio, a w 2004 r. do Vegalta Sendai. Następnie bywał wypożyczany do: paragwajskiego Club Guaraní, meksykańskich CF Pachuca i Club Irapuato oraz hiszpańskich CD Castellón i Numancii Soria.